# サンワダイレクト
サンワダイレクト（英:  Sanwa  Direct）は、日本のパソコン周辺機器メーカーであるサンワサプライ株式会社が運営する、直販型のECサイトである。自社開発によるPCアクセサリ、モバイル関連商品、オフィス家具などを中心に、法人・個人問わず幅広いユーザーに向けて商品を提供している。
自社の製品開発部門と連携しながら、「こんなものが欲しかった」というニッチなニーズに応える製品企画を強みとし、実用性とアイデアを兼ね備えた独自性の高い製品群を展開している。また、同サイトは自社サイトに加え、楽天市場、Amazon、Yahoo!ショッピング、au  PAY マーケットなどにも出店しており、マルチチャネルによる販売体制を構築している。

## 歴史
サンワダイレクトは、サンワサプライ株式会社が直販チャネルの強化を目的として1999年に開設したECサイトである。それ以前より同社は法人顧客向けにカタログ販売を行っていたが、個人ユーザーからの直接購入の要望が増加したことを受けて、オンライン販売専用の直販サイト「サンワダイレクト」が立ち上げられた。
2010年代にはスマートフォンやタブレットの普及に伴い、モバイル関連アクセサリやUSB充電機器などの個人向けガジェット製品の展開を強化。在宅勤務（テレワーク）の広がりを受け、2020年以降は在宅ワーク支援用品（PCスタンド、モニターアーム、パーティションなど）の販売に注力している。
これらの変化に伴い、単なるメーカー直販サイトに留まらず、商品企画・開発から販売・カスタマーサポートまでを一貫して担う「製販一体型ECモデル」として成長を遂げた。

## 特徴
サンワダイレクトの最大の特徴は、サンワサプライが自社で企画・開発した商品を中間業者を介さずユーザーに直接販売できる点にある。これにより、価格の競争力と商品企画の柔軟性を同時に実現している。
また、製品ページには詳細な仕様、利用シーンの説明、豊富な画像や動画が掲載されており、利用者は購入前に十分な情報を得ることができる。加えて、豊富な問い合わせ窓口(電話、メール、自動応答チャットなど）があり不明点はすぐに問い合わせができる。
さらに、法人向けには請求書払い対応、一括納品、大量購入割引などのサービスも提供しており、BtoB需要にも対応するECプラットフォームとなっている。

## 主な商品カテゴリ
以下のようなカテゴリの商品が販売されている：
- PC周辺機器：マウス、キーボード、USBハブ、外付けドライブ、ヘッドセット、ケーブル類など。
- オフィス家具・収納：昇降デスク、チェア、プリンタ台、AVラック、配線収納グッズ。
- モバイルアクセサリ：スマートフォンスタンド、充電器、モバイルバッテリー、タブレットケース。
- 在宅ワーク用品：ノートPCスタンド、モニターアーム、カメラカバー、マイク・スピーカーフォン。
- 生活家電・雑貨：LEDライト、温湿度計、収納ボックス、掃除用品など。

この他にも、季節商品（例：USB扇風機やUSBヒーター）や趣味向け製品（ゲーミングチェア、三脚など）も取り扱っている。

## メディア掲載と評価
サンワダイレクトで販売されている製品は、多くのメディアにて紹介されており、『AV  Watch』『家電Watch』『ITmedia』『日経トレンディ』などのレビュー記事で取り上げられることもある。
たとえば、「テレワーク特集」や「便利グッズランキング」などにおいて、同社のノートPCスタンドやUSB充電器が「価格と機能のバランスが優れている」として評価されている。
また、楽天市場やYahoo!ショッピングにおいては、売上ランキング上位にランクインする商品も多く、法人・個人問わず安定した人気を持つECブランドとしての地位を確立している。